# Gabriel Holmes
Gabriel Holmes, född 1769 i North Carolina, död 26 september 1829 i Sampson County, North Carolina, var en amerikansk politiker (demokrat-republikan). Han var North Carolinas guvernör 1821–1824 och ledamot av USA:s representanthus från 1825 fram till sin död.
Holmes studerade först vid Harvard och fortsatte sedan med juridikstudier i Raleigh. År 1790 inledde han sin karriär som advokat i Clinton i North Carolina. Han var ledamot av North Carolinas senat 1797–1802 och 1812–1813.
Holmes efterträdde 1821 Jesse Franklin som guvernör och efterträddes 1824 av Hutchins Gordon Burton. År 1825 efterträdde Holmes Thomas H. Hall som kongressledamot. Fyra år senare avled han i ämbetet.